# Гайдамацьке (селище)
Гайдамацьке (до 2024 — Єлизаветградка) — селище в Україні, в Олександрівській селищній громаді Кропивницького району Кіровоградської області.

## Назва
19 вересня 2024 року Верховна Рада підтримала перейменування селища Єлизаветградка на Гайдамацьке. 26 вересня 2024 року перейменування набуло чинності.

## Географія
У селищі Балка Чубанова впадає у річку Інгулець.

## Історія

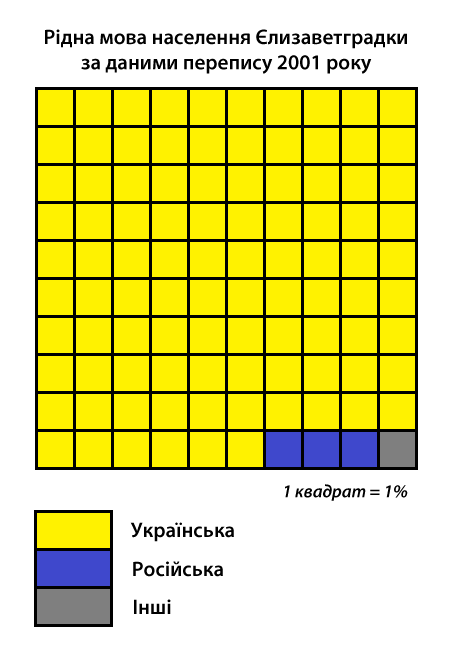
Рідна мова населення Єлизаветградки за даними перепису 2001 року

В 30—40 рр. XVIII ст. козаки та селяни-втікачі заснували тут село Михайлівку. В 50—60 роках михайлівці брали активну участь у гайдамацькому русі. 1769 року село було зруйноване татарами, значна частина жителів потрапила в полон. Після вигнання кримських татар в село почали повертатися його мешканці.
1787 року жителів Михайлівки приписано до Бузького козацького полку, тут осіла також і частина козаків цього полку.
1788 року михайлівці у складі Бузького козацького полку брали участь у штурмі Очакова, а з осені наступного року воювали під Бендерами, Аккерманом, Кілією. Відзначилися вони й у штурмі Ізмаїла та ін. битвах проти турецьких військ. Після розформування Бузького козацького полку 1797 року козаків переведено на становище державних селян. Однак через 6 років, для укріплення південних прикордонних районів, указом від 8 травня 1803 року Бузьке військо було знову відновлено. До його складу увійшло і поселення Михайлівка. Тоді тут було 93 двори.
Після закінчення російсько-турецької війни 1806—1812 рр. козаки відбували прикордонну службу.
Михайлівські козаки рішуче виступили проти перетворення їх на військових поселенців. Як повідомляв царя 22 липня 1817 року граф Вітт, вся козацька громада відмовилася вислухати указ про створення в Михайлівці військового поселення. Тоді село оточили війська, частину жителів покарали. Та заворушення не припинялося. Довелося вдруге викликати карателів — цілий піхотний полк. Мешканцям виїздити заборонили. Почалися масові втечі. Справа дійшла до сутички з військами. Козаки кинулися відбивати потерпілих, роззброювати солдатів. Лише з допомогою трьох батальйонів піхоти заворушення в вересні 1817 року було придушене. Щоб запобігти новим виступам, піхотний полк перебував тут ще майже місяць. Жителів, перетворених на військових поселенців, поряд з військовою службою зобов'язували обробляти т. зв. громадську землю, возити будівельні матеріали з Чорного лісу, ремонтувати військові приміщення, шляхи і мости.
Весною 1819 року в Михайлівці розташувався 4-й уланський полк і штаб 1-го ескадрону, а згодом — ще й штаб VIII округу Новоросійського військового поселення, а також управління першої його волості. Були споруджені штабні приміщення, казарми, конюшні, манеж тощо. За штатними військовими проектами перебудовувалися житлові будинки.
В 1830 році Михайлівку перейменували на Єлизаветградку за назвою розташованого тут Єлизаветградського полку. Після ліквідації військових поселень жителі її стали державними селянами. За указами 1866—1867 рр. колишні військові поселенці одержали земельні наділи — по чотири десятини на ревізьку душу, відставні солдати — по три десятини, за яку вносили в казну «державну оброчну подать».
В 1885 р. земство на кошти громади відкрило в Єлизаветградці трирічне народне училище.
Станом на 1886 рік у селі, центрі Єлізаветградківської волості Олександрійського повіту Херсонської губернії, мешкало 5559 осіб, налічувалось 1248 дворових господарств, існували 2 православні церкви, єврейська синагога, школа, винокурний завод, 9 лавок, відбувалось 2 ярмарки на рік: 9 травня та 8 листопада, базари по п'ятницях..
У пореформений період в Єлизаветградці розвивається кустарна промисловість і торгівля. Тут було 77 вітряків, 3 олійні, 3 кузні, 8 дрібних землеробських підприємств. 31 кустарне підприємство виробляло полотно, шкіру, килими тощо. Килими єлизаветградківських ткаль вивозили навіть за кордон. За переписом 1886 року в селі проживало близько 113 столярів і бондарів, 422 кравці і ковалі, 8 гончарів, 98 чоботарів-шорників, ткачів, прядильниць, понад 400 панчішників. Працювало 35 крамниць. Тричі на рік на ярмарки з'їжджалися торговці з Херсонської та Київської губерній.
У 1894—1897 рр. в Єлизаветградці, селах Сентовому (згодом Родниківка), Федварі (згодом Підлісне) та ін. ліберальний народник М. В. Левитський організовує хліборобські та ремісничі кооперативи і артілі, які схвально зустріла народницька преса, вважаючи їх одним із засобів запобігання розвиткові капіталізму на селі.
В 1896 року збудовано лікарню на 15 ліжок, де працювали лікар і два фельдшери. В 1901 році почали діяти двокласне міністерське училище на 60 учнів і церковно-парафіяльна школа для дівчат.
Під час першої світової війни 812 жителів Єлизаветградки мобілізовано на фронт.
В 1916 році тут налічувалося 1375 дворів, які мали під посівами 4551 десятину землі.
Дізнавшись про повалення царя, у травні 1917 року створено місцевий орган тимчасового уряду — громадський комітет. У березні 1918 року село зайняла армія УНР та австро-німецькі війська, а у серпні 1919 року село захопили денікінці. Після поразки у Визвольних змаганнях влада надовго перейшла до більшовиків. Почався терор населення, викачування зерна і голод 1921-23 р.р. В степах з злочинцями-більшовиками продовжували боротися повстанці, яких підтримувала більшість населення. Більшовики вимушені були прийняти НЕП. Поступово допомога повстанцям від селян згасала, тільки наприкінці 1923 р. боротьба за вільну Україну припинилась.
З часом більшовики «відплатили» селянам за припинення підтримки боротьби проти них. Ще 1928 року в Єлизаветградці налічувалося 1342 двори. У господарствах було 413 плугів, 600 борін, 14 сівалок, 11 молотарок, 580 возів, 10 жниварок, 470 коней, 169 волів та 397 корів. Наступного року почалась злочинна операція -«колективізація і розкуркулення». Було утворено ТСОЗи — «12-річчя Жовтня», «Переможний» і «Шлях до комунізму». Тисячі колишніх робітників з Донбасу було направлено керувати колгоспами в села степової України. Їх підтримували гарно організовані і озброєні банди енкаведистів. 27 жовтня 1929 року в Єлисаветградці оголошено «свято колективізації», на якому були представники так званих «комітетів бідноти».
Запеклий спротив чинили так звані «куркулі» до яких записували всіх не згодних, в тому числі середняків і бідняків. 10 грудня загальні збори «колгоспників» села одностайно «ухвалили» наказ згори — «конфіскувати куркульські майно та реманент і передати кооперативам, а запеклих ворогів радянської влади вислати». 24 двори кращих господарів села було знищено — все майно відібрано, родини вислані за межі України.
Згодом вже взимку 1931/1932 р.р. селяни, в тому числі «активісти» відчули на собі наслідки «колективізації» — пухли з голоду. Але це була тільки генеральна репетиція великого геноциду українського народу, організованого більшовиками — Голодомору 1932/1933 р.р.
Під час організованого радянською владою Голодомору 1932—1933 років померло щонайменше 192 жителі селища.
Перед німецьким наступом райкомівці і інші більшовики повтікали за Дніпро разом з родинами і майном. 5 серпня 1941 року гітлерівці захопили село. Спочатку люди радо зустріли звістку про вигнання «червоної чуми», але вже за декілька місяців зрозуміли, що вільної України, обіцяної німцями на початку війни, не буде і почали поступово саботувати окупантів.
8 грудня 1943 року частини і з'єднання 75-го стрілецького корпусу 53-ї армії 2-го Українського фронту визволили Єлизаветградку від фашистів. В боях за село полягло понад 400 радянських воїнів і партизанів, серед них росіянин старший лейтенант В. С. Биков, українці партизани — брати Анатолій і Юрій Маркитани (Довженки), білорус єфрейтор А. А. Овсітер, татарин рядовий І. Усманов, башкир сержант Ш. М. Рафінов та багато інших. Але наступ зруйнував господарство — колгоспні ферми, знищив багато сільськогосподарських машин і 740 житлових будинків, загинули прості люди.
В лавах Червоної Армії проти фашистів воювали 553 жителі села. Близько 200 з них нагороджені орденами і медалями, в тому числі орденом Леніна — капітан Д. Я. Жлобинський і молодший лейтенант Т. А. Миколайченко, танкіст Ф. А. Тата ров — кавалер орденів Червоної Зірки, Вітчизняної війни 2-го ступеня, Слави 3-го ступеня. І. С Масловський нагороджений двома орденами Червоної Зірки, багатьма медалями. Понад 350 єлизаветградківців загинуло на фронтах війни.
Знову почалися арешти, викачка зерна і голодування, а згодом і голод 1946/1947 під час якого помирали прості люди. Люди знову потрапили в «колгоспне рабство» — працювали за трудодні, обкладалися величезними податками.
У січні 1951 року всі чотири колгоспи Єлизаветградки об'єдналися в один «Дружба», З 26 березня 1957 року Єлизаветградка стала селищем міського типу і в 1959 році ввійшла до складу Олександрівського району. До 1971 рр. у селищі споруджено понад 300 будинків міського типу, будинок культури на 650 місць, двоповерхове приміщення середньої школи із спортивним залом, дитячі ясла, будинок для людей похилого віку, лікарню, амбулаторію, їдальню, молокопункт, майстерні «Міжколгоспбуду», млин, побуткомбінат. Все це дещо покращило життя простих людей.
З 1991 року в складі незалежної України.
10 квітня 2024 року Комітет Верховної Ради України з питань організації державної влади, місцевого самоврядування, регіонального розвитку та містобудування підтримав перейменування селища на Гайдамацьке. Остаточне перейменування відбудеться лише після успішного голосування у Верховній Раді.

## Населення

### Мова
Розподіл населення за рідною мовою за даними перепису 2001 року:
| Мова            | Кількість | Відсоток |
| --------------- | --------- | -------- |
| українська      | 1683      | 96.34%   |
| російська       | 50        | 2.80%    |
| білоруська      | 6         | 0.34%    |
| вірменська      | 4         | 0.23%    |
| угорська        | 1         | 0.06%    |
| гагаузька       | 1         | 0.06%    |
| інші/не вказали | 3         | 0.17%    |
| Усього          | 1747      | 100%     |

## Персоналії
- Голик-Залізняк Мефодій Фокович — військовий діяч часів УНР, хорунжий Армії УНР, повстанський отаман Холодного Яру.
- Сава Голованівський (1910—1989) — український письменник.
- Архієпископ Юрій (Жéвченко) (1885—1938) — український церковний діяч, єпископ УАПЦ з титулом Одеський і Миколаївський. Репресований, загинув в таборі ГАЛАГу.
- Скирда Михайло Михайлович — генерал-майор МВС СРСР.
- Шаповал Олександр Сергійович (1992—2015) — капітан Збройних сил України, учасник російсько-української війни.